# Napoleons kröning
För själva händelsen, se Napoleons kröning (ceremoni).
Napoleons kröning (franska: Le Sacre de Napoléon) eller Kejsar Napoleon I:s och kejsarinnan Joséphines kröning i katedralen Notre-Dame de Paris, 2 december 1804 (Sacre de l'empereur Napoléon Ier et couronnement de l'impératrice Joséphine dans la cathédrale Notre-Dame de Paris, le 2 décembre 1804) är en monumental oljemålning av den franske konstnären Jacques-Louis David. Den målades 1806–1807 och är utställd på Louvren i Paris.

## Motivet
Som tavlans långa titeln anger föreställer målningen Napoleons kröning, ceremonin där kejsar Napoleon I och kejsarinnan Joséphine de Beauharnais kröntes i Notre-Dame de Paris. Först kröntes Napoleon genom att han själv satte kronan på sitt huvud. Därefter kröntes den knäböjande kejsarinnan Joséphine genom att Napoleon satte kronan på hennes huvud; det är den scenen som målningen visar.
Året var 1804 och Napoleon stod på höjdens av sin makt. De flesta ur hans familj och de flesta av Frankrikes dignitärer var på plats, däribland Jean Baptiste Bernadotte, sedermera kung av Sverige. Bland de utländska dignitärerna återfanns påve Pius VII. Men alla var inte där; hans mor Laetitia Ramolino och hans bröder Lucien och Joseph Bonaparte närvarade ej vid kröningen på grund av en familjekonflikt. Trots det krävde Napoleon att David skulle avmåla såväl modern (hon syns sittande på balkongen i bakgrunden) som Joseph. Lucien däremot hade brutit helt med Napoleon och är inte avbildad i målningen.

## David och Napoleon
David var nyklassicismen främste förmedlare i Frankrike allt sedan han ställde ut Horatiernas ed på Parissalongen 1785. David var politiskt verksam som jakobin, stödde den franska revolutionen och dess efterföljande ledare Maximilien de Robespierre. Men efter Robespierres avrättning och skräckväldets slut 1794 fängslades han. Det sägs att han undgick avrättning efter att hans rojalistiska hustru vädjat till den nye härskaren, Napoleon.
Senare blev David Napoleons hovmålare och propagandaverktyg. Han målade flera porträtt av kejsaren, bland annat Napoleon korsar Alperna (fem versioner mellan 1801 och 1805) och Kejsar Napoleon i sitt arbetsrum i Tuilerierna (1812).

## Olika versioner
Davids målning på Louvren har de monumentala måtten 621 x 979 cm. På beställning av en amerikansk konstsamlare målade David en kopia 1808 som idag är utställd i slottet Versailles. Den är marginellt mindre: 610 x 931 cm. Trots att han målade den enbart utifrån minnet är den enda egentliga skillnaden färgen på Napoleons systrars klänningar som i originalet är vita och i kopian rosa. I Louvrens samlingar finns också en mindre (27,5 x 42,5 cm) skiss.

## Avbildade personer
1. Napoleon I (1769–1821).

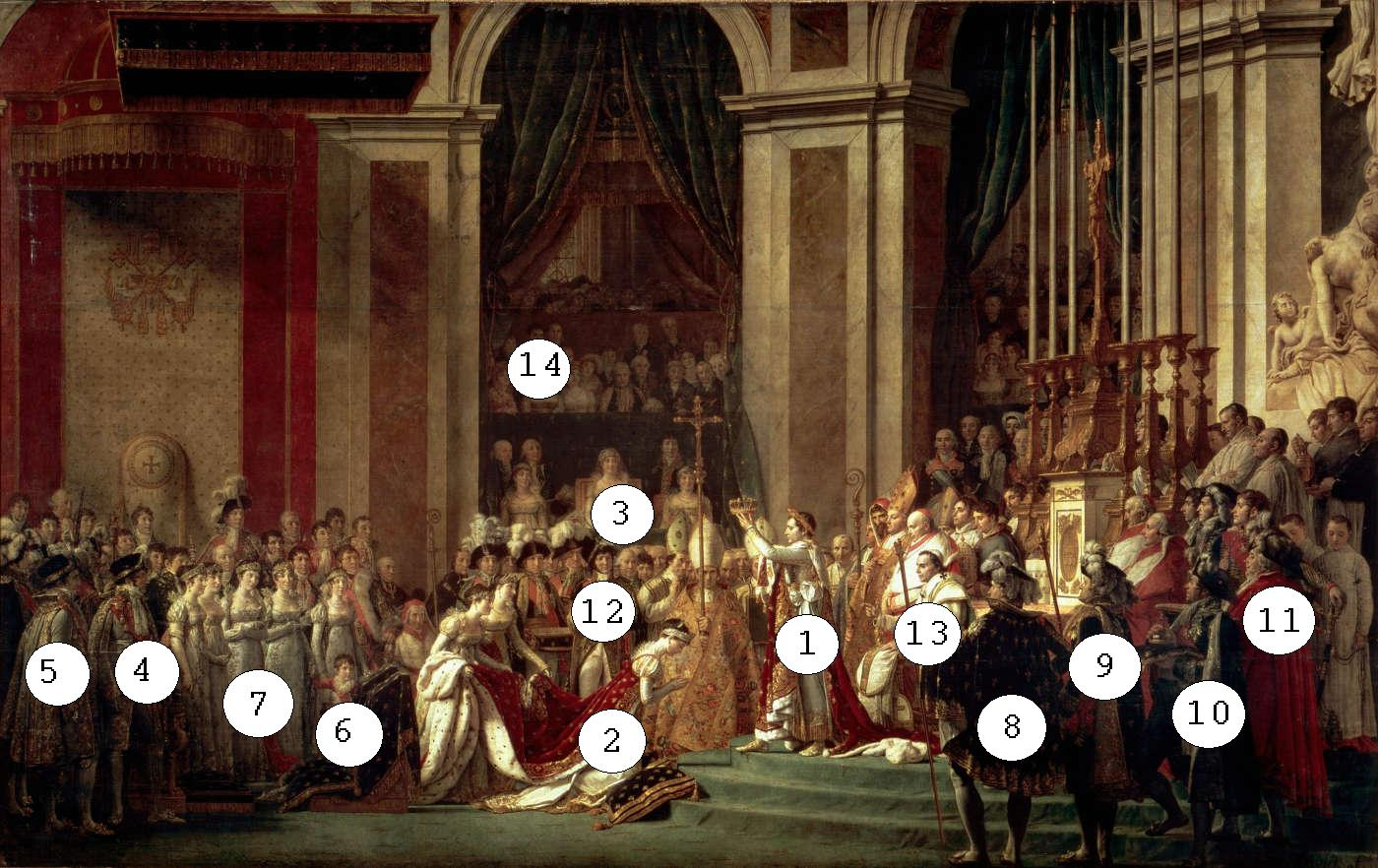

2. Joséphine de Beauharnais (1763–1814)
3. Laetitia Ramolino (1750–1836), Napoleons mor som i verkligheten inte var närvarande vid kröningen på grund av hans konflikt med bröderna Lucien (ej närvarande vid kröningen, ej avbildad) och Joseph Bonaparte (ej närvarande, men avbildad som nr 5)
4. Louis Bonaparte (1778–1846), Napoleons yngre bror, kung av Holland 1806–1810, gift med Hortense de Beauharnais och far till Napoleon III.
5. Joseph Bonaparte (1768–1844), Napoleons äldre bror, kung av Neapel 1806–1808 och av Spanien 1808–1813, gift med Julie Clary. I verkligheten var han inte närvarande vid kröningen på grund av en konflikt med Napoleon.
6. Napoleon Charles Bonaparte (1802–1807), son till Louis Bonaparte och Hortense de Beauharnais.
7. Napoleons systrar Élisa, Pauline och Caroline Bonaparte samt svägerskan Hortense de Beauharnais som håller sitt barn Napoleon Charles Bonaparte (nr 6) i handen.
8. Charles-François Lebrun (1739–1824), politiker och tredje konsul.
9. Jean Jacques Régis de Cambacérès (1753–1824), politiker och andre konsul.
10. Louis-Alexandre Berthier (1753–1815), furste och marskalk av Frankrike.
11. Charles Maurice de Talleyrand (1754–1836), furste, diplomat och biskop.
12. Joachim Murat (1767–1815), gift med Napoleons syster Caroline Bonaparte (nr 7), marskalk av Frankrike, kung av Neapel 1808–1815.
13. Pius VII (1742–1823), påve som slöt 1801 ett konkordat med Napoleon.
14. Konstnären Jacques-Louis David.

Bland övriga avbildade finns Eugène de Beauharnais, Armand Augustin Louis de Caulaincourt, Jean-Baptiste Bernadotte, Joseph Fesch, Martin-Roch-Xavier Estève, Louis-Auguste Juvénal des Ursins d'Harville, Jean-Mathieu-Philibert Sérurier, Bon Adrien Jeannot de Moncey, Jean-Baptiste Bessières, Louis-Philippe de Ségur, Jean-Baptiste de Belloy, Adélaïde de La Rochefoucauld, François Christophe de Kellermann, François Joseph Lefebvre , Catherine-Dominique de Pérignon, Géraud Duroc, Auguste Laurent de Rémusat, Jean-Andoche Junot , Marc Antoine de Beaumont, Federico Carlos Gravina y Nápoli, John Armstrong, Jr. och Raphaël de Monachis.